# Generi di Fabaceae
Elenco dei generi di Fabaceae.

## A
- Abarema
- Abrus
- Acacia
- Acmispon
- Acosmium
- Acrocarpus
- Adenanthera
- Adenocarpus
- Adenodolichos
- Adenolobus
- Adenopodia
- Adesmia
- Aenictophyton
- Aeschynomene
- Affonsea
- Afgekia
- Afzelia
- Aganope
- Airyantha
- Alantsilodendron
- Albizia
- Aldina
- Alexa
- Alhagi
- Alistilus
- Almaleea
- Alysicarpus
- Amblygonocarpus
- Amburana
- Amherstia
- Amicia
- Ammodendron
- Ammopiptanthus
- Amorpha
- Amphicarpaea
- Amphimas
- Amphithalea
- Anadenanthera
- Anagyris
- Anarthrophyllum
- Andira
- Androcalymma
- Angylocalyx
- Antheroporum
- Anthonotha
- Anthyllis
- Antopetitia
- Aotus
- Aphanocalyx
- Aphyllodium
- Apios
- Apoplanesia
- Apuleia
- Apurimacia
- Arachis
- Arapatiella
- Archidendron
- Archidendropsis
- Arcoa
- Argyrocytisus
- Argyrolobium
- Arthrocarpum
- Arthroclianthus
- Aspalathus
- Astracantha
- Astragalus
- Ateleia
- Atylosia
- Aubrevillea
- Augouardia
- Austrodolichos
- Austrosteenisia

## B
- Baikiaea
- Balizia
- Balsamocarpon
- Baphia
- Baphiastrum
- Baphiopsis
- Baptisia
- Barbieria
- Barklya
- Barnebyella
- Batesia
- Baudouinia
- Bauhinia
- Behaimia
- Belairia
- Bergeronia
- Berlinia
- Bikinia
- Bituminaria
- Blanchetiodendron
- Bobgunnia
- Bocoa
- Bolusanthus
- Bolusia
- Bossiaea
- Bowdichia
- Bowringia
- Brachycylix
- Brachysema
- Brachystegia
- Brandzeia
- Brenierea
- Brodriguesia
- Brongniartia
- Brownea
- Browneopsis
- Brya
- Bryaspis
- Buchenroedera
- Burkea
- Burkilliodendron
- Bussea
- Butea

## C
- Cadia
- Caesalpinia
- Cajanus
- Calicotome
- Calispepla
- Callerya
- Calliandra
- Calliandropsis
- Callistachys
- Calophaca
- Calopogonium
- Calpocalyx
- Calpurnia
- Camoensia
- Campsiandra
- Camptosema
- Campylotropis
- Canavalia
- Candolleodendron
- Caragana
- Carissoa
- Carmichaelia
- Cascaronia
- Cassia
- Castanospermum
- Cathormion
- Cedrelinga
- Cenostigma
- Centrolobium
- Centrosema
- Ceratonia
- Cercidium
- Cercis
- Chadsia
- Chaetocalyx
- Chamaecrista
- Chapmannia
- Chesneya
- Chidlowia
- Chloroleucon
- Chordospartium
- Chorizema
- Christia
- Cicer
- Cladrastis
- Clathrotropis
- Cleobulia
- Clianthus
- Clitoria
- Clitoriopsis
- Cochlianthus
- Codariocalyx
- Coelidium
- Cojoba
- Collaea
- Cologania
- Colophospermum
- Colutea
- Colvillea
- Conzattia
- Copaifera
- Corallospartium
- Cordeauxia
- Cordyla
- Coronilla
- Coursetia
- Craibia
- Cranocarpus
- Craspedolobium
- Cratylia
- Crotalaria
- Cruddasia
- Crudia
- Cryptosepalum
- Cullen
- Cyamopsis
- Cyathostegia
- Cyclocarpa
- Cyclolobium
- Cyclopia
- Cylicodiscus
- Cymbosema
- Cynometra
- Cytisophyllum
- Cytisopsis
- Cytisus

## D
- Dahlstedtia
- Dalbergia
- Dalbergiella
- Dalea
- Dalhousiea
- Daniellia
- Daviesia
- Deguelia
- Deguelia
- Delonix
- Dendrolobium
- Derris
- Desmanthus
- Desmodiastrum
- Desmodium
- Detarium
- Dewevrea
- Dialium
- Dicerma
- Dichilus
- Dichrostachys
- Dicorynia
- Dicraeopetalum
- Dicymbe
- Didelotia
- Dillwynia
- Dimorphandra
- Dinizia
- Dioclea
- Diphyllarium
- Diphysa
- Diplotropis
- Dipogon
- Dipteryx
- Diptychandra
- Discolobium
- Distemonanthus
- Disynstemon
- Dolichopsis
- Dolichos
- Dorycnopsis
- Droogmansia
- Dumasia
- Dunbaria
- Duparquetia
- Dussia
- Dysolobium

## E
- Ebenopsis
- Ebenus
- Echinospartum
- Ecuadendron
- Eleiotis
- Elephantorrhiza
- Eligmocarpus
- Elizabetha
- Eminia
- Endertia
- Endosamara
- Englerodendron
- Entada
- Enterolobium
- Eperua
- Eremosparton
- Erichsenia
- Erinacea
- Eriosema
- Erophaca
- Errazurizia
- Erythrina
- Erythrophleum
- Etaballia
- Euchilopsis
- Euchresta
- Eurypetalum
- Eutaxia
- Eversmannia
- Exostyles
- Eysenhardtia

## F
- Fagelia
- Faidherbia
- Falcataria
- Fiebrigiella
- Fillaeopsis
- Fissicalyx
- Flemingia
- Fordia

## G
- Gagnebina
- Galactia
- Galega
- Gastrolobium
- Geissaspis
- Genista
- Genistidium
- Geoffroea
- Gigasiphon
- Gilbertiodendron
- Gilletiodendron
- Gleditsia
- Gliricidia
- Glottidium
- Glycine
- Glycyrrhiza
- Gompholobium
- Goniorrhachis
- Gonocytisus
- Goodia
- Gossweilerodendron
- Grazielodendron
- Griffonia
- Gueldenstaedtia
- Guibourtia
- Gymnocladus

## H
- Haematoxylum
- Halimodendron
- Hammatolobium
- Haplormosia
- Hardenbergia
- Hardwickia
- Harleyodendron
- Harpalyce
- Havardia
- Hebestigma
- Hedysarum
- Hegnera
- Herpyza
- Hesperalbizia
- Hesperolaburnum
- Hesperothamnus
- Heterostemon
- Hippocrepis
- Hoffmannseggia
- Hoita
- Holocalyx
- Hosackia
- Hovea
- Humboldtia
- Humularia
- Hybosema
- Hydrochorea
- Hylodendron
- Hylodesmum
- Hymenaea
- Hymenocarpos
- Hymenolobium
- Hymenostegia
- Hypocalyptus

## I
- Icuria
- Indigastrum
- Indigofera
- Indopiptadenia
- Inga
- Inocarpus
- Intsia
- Isoberlinia
- Isotropis

## J
- Jacksonia
- Jacqueshuberia
- Jansonia
- Julbernardia

## K
- Kalappia
- Kanaloa
- Kebirita
- Kennedia
- Kingiodendron
- Klugiodendron
- Koompassia
- Kotschya
- Kummerowia
- Kunstleria

## L
- Labichea
- Lablab
- + Laburnocytisus (Laburnum + Chamaecytisus)
- Laburnum
- Lackeya
- Lamprolobium
- Lathyrus
- Latrobea
- Lebeckia
- Lebruniodendron
- Lecointea
- Lembotropis
- Lemurodendron
- Lemuropisum
- Lennea
- Lens
- Leonardoxa
- Leptoderris
- Leptodesmia
- Leptosema
- Lespedeza
- Lessertia
- Leucaena
- Leucochloron
- Leucomphalos
- Leucostegane
- Librevillea
- Liparia
- Loesenera
- Lonchocarpus
- Lophocarpinia
- Lotononis
- Lotus
- Luetzelburgia
- Lupinus
- Luzonia
- Lysidice
- Lysiloma
- Lysiphyllum

## M
- Maackia
- Machaerium
- Macrolobium
- Macropsychanthus
- Macroptilium
- Macrosamanea
- Macrotyloma
- Maniltoa
- Margaritolobium
- Marina
- Marmaroxylon
- Martiodendron
- Mastersia
- Mecopus
- Medicago
- Meizotropis
- Melanoxylon
- Melilotus
- Melliniella
- Melolobium
- Mendoravia
- Michelsonia
- Microberlinia
- Microcharis
- Microlobius
- Mildbraediodendron
- Millettia
- Mimosa
- Mimozyganthus
- Mirbelia
- Moldenhawera
- Monopteryx
- Mora
- Moullava
- Mucuna
- Muelleranthus
- Mundulea
- Myrocarpus
- Myrospermum
- Myroxylon
- Mysanthus

## N
- Nemcia
- Neoapaloxylon
- Neochevalierodendron
- Neocollettia
- Neoharmsia
- Neonotonia
- Neorautanenia
- Neorudolphia
- Nephrodesmus
- Neptunia
- Nesphostylis
- Newtonia
- Nissolia
- Nogra
- Nomismia
- Notodon
- Notospartium

## O
- Obolinga
- Oddoniodendron
- Ohwia
- Olneya
- Onobrychis
- Ononis
- Ophiocarpus
- Ophrestia
- Orbexilum
- Oreophysa
- Ormocarpopsis
- Ormocarpum
- Ormosia
- Ornithopus
- Orophaca
- Orphanodendron
- Oryxis
- Ostryocarpus
- Otholobium
- Otoptera
- Ottleya
- Oxylobium
- Oxyrhynchus
- Oxytropis

## P
- Pachecoa
- Pachyelasma
- Pachyrhizus
- Painteria
- Paloue
- Paloveopsis
- Panurea
- Paracalyx
- Paramachaerium
- Paramacrolobium
- Parapiptadenia
- Pararchidendron
- Paraserianthes
- Paratephrosia
- Parkia
- Parkinsonia
- Parochetus
- Parryella
- Patagonium
- Parryella
- Pearsonia
- Pediomelum
- Pellegriniodendron
- Peltiera
- Peltogyne
- Peltophorum
- Pentaclethra
- Periandra
- Pericopsis
- Petaladenium
- Petalostylis
- Peteria
- Petteria
- Phaseolus
- Philenoptera
- Phylacium
- Phyllocarpus
- Phyllodium
- Phyllota
- Phylloxylon
- Phyllodium
- Physostigma
- Pickeringia
- Pictetia
- Piliostigma
- Piptadenia
- Piptadeniastrum
- Piptadeniopsis
- Piptanthus
- Piscidia
- Pisum
- Pithecellobium
- Placolobium
- Plagiocarpus
- Plagiosiphon
- Plathymenia
- Platycelyphium
- Platycyamus
- Platylobium
- Platymiscium
- Platypodium
- Platysepalum
- Podalyria
- Podocytisus
- Podolobium
- Podolotus
- Poecilanthe
- Poeppigia
- Poiretia
- Poitea
- Polhillia
- Polystemonanthus
- Pomaria
- Pongamia
- Pongamiopsis
- Priestleya
- Prioria
- Prosopidastrum
- Prosopis
- Pseudarthria
- Pseudeminia
- Pseudoeriosema
- Pseudolotus
- Pseudomacrolobium
- Pseudopiptadenia
- Pseudoprosopis
- Pseudosamanea
- Pseudosindora
- Pseudovigna
- Psophocarpus
- Psoralea
- Psoralidium
- Psorothamnus
- Pterocarpus
- Pterodon
- Pterogyne
- Pterolobium
- Ptycholobium
- Pueraria
- Pultenaea
- Pycnospora
- Pyranthus

## R
- Racosperma
- Rafnia
- Ramirezella
- Ramorinoa
- Recordoxylon
- Rehsonia
- Requienia
- Retama
- Rhodopis
- Rhynchosia
- Rhynchotropis
- Riedeliella
- Robinia
- Robynsiophyton
- Rothia
- Rupertia

## S
- Sakoanala
- Salweenia
- Samanea
- Saraca
- Sarcodum
- Sartoria
- Schefflerodendron
- Schizolobium
- Schleinitzia
- Schotia
- Schrankia
- Sclerolobium
- Scorodophloeus
- Scorpiurus
- Sellocharis
- Senna
- Serianthes
- Sesbania
- Shuteria
- Sindora
- Sindoropsis
- Sinodolichos
- Smirnowia
- Smithia
- Soemmeringia
- Sophora
- Spartidium
- Spartium
- Spathionema
- Spatholobus
- Sphaerolobium
- Sphaerophysa
- Sphenostylis
- Sphinctospermum
- Sphinga
- Spirotropis
- Spongiocarpella
- Stachyothyrsus
- Stahlia
- Stemonocoleus
- Stenodrepanum
- Stirtonanthus
- Stonesiella
- Storckiella
- Stracheya
- Streblorrhiza
- Strongylodon
- Strophostyles
- Stryphnodendron
- Stuhlmannia
- Stylosanthes
- Styphnolobium
- Sutherlandia
- Swainsona
- Swartzia
- Sweetia
- Sylvichadsia
- Sympetalandra
- Syrmatium

## T
- Tachigali
- Tadehagi
- Talbotiella
- Tamarindus
- Taralea
- Taverniera
- Teline
- Templetonia
- Tephrosia
- Teramnus
- Terua
- Tessmannia
- Tetraberlinia
- Tetrapleura
- Tetrapterocarpon
- Teyleria
- Thermopsis
- Thylacanthus
- Tibetia
- Tipuana
- Trifidacanthus
- Trifolium
- Trigonella
- Tripodion
- Tylosema

## U
- Uittienia
- Uleanthus
- Ulex
- Umtiza
- Uraria
- Urariopsis
- Uribea
- Urodon

## V
- Vandasina
- Vatairea
- Vataireopsis
- Vatovaea
- Vaughania
- Vavilovia
- Vicia
- Vigna
- Viguieranthus
- Viminaria
- Virgilia
- Vouacapoua

## W
- Wajira
- Wallaceodendron
- Weberbauerella
- Wiborgia
- Willardia
- Wisteria

## X
- Xanthocercis
- Xerocladia
- Xeroderris
- Xipotheca
- Xylia

## Z
- Zapoteca
- Zenia
- Zenkerella
- Zollernia
- Zornia
- Zuccagnia
- Zygia